# Cornelia Stamm Hurter
Pour les articles homonymes, voir Hurter.
Cornelia Stamm Hurter, née le 8 novembre 1962 (originaire de Schaffhouse, Schleitheim et Affoltern am Albis), est une juriste et une personnalité politique schaffhousoise, membre de l'Union démocratique du centre (UDC).
Elle est juge au Tribunal cantonal à partir de 1993 et juge suppléante au Tribunal fédéral à partir de 1995, puis conseillère d'État du canton de Schaffhouse depuis le 1er avril 2018.

## Biographie
Cornelia Stamm Hurter naît Cornelia Stamm le 8 novembre 1962. Elle est originaire de Schleitheim, ainsi que de Schaffhouse et d'Affoltern am Albis par son mari.
Elle grandit à Schaffhouse. Elle étudie le droit à l'Université de Fribourg et à l'Université d'Exeter. Après avoir obtenu sa licence en 1985, elle est assistante à la Faculté de droit de l'Université de Fribourg pendant deux ans. Elle décroche son doctorat en 1991.
Elle est élue juge au Tribunal cantonal de Schaffhouse en 1993, devenant la deuxième femme à accéder à la fonction. En 1995, l'Assemblée fédérale l'élit juge suppléante au Tribunal fédéral. Elle occupe ces deux postes jusqu'à sa prise de fonctions au Conseil d'État schaffhousois,.
Elle est mariée depuis 1994 au conseiller national Thomas Hurter et mère de deux filles, nées en 1996 et 1999,. Son demi-frère, Markus Stamm, a disparu lors d'un voyage dans la jungle bolivienne au début des années 1980. L'histoire de cette expédition, dont seuls deux des quatre participants sont revenus, a fait l'objet d'un film, intitulé Jungle, en 2017.
Elle habite à Schaffhouse.

## Parcours politique
Elle adhère à l'UDC à l'âge de 30 ans. Elle est l'un des vice-présidents du parti national de 1996 à 2004.
Elle siège au parlement (Grosser Stadtrat) de la commune de Schaffhouse du 1er janvier 2005 au 31 mars 2018,. Elle le préside en 2015.
Elle est élue au Conseil d'État du canton de Schaffhouse le 26 novembre 2017, lors de l'élection complémentaire destinée à remplacer l'UDC démissionnaire Rosmarie Widmer Gysel. Soutenue par le Parti libéral-radical, elle s'impose devant sa concurrente socialiste Claudia Eimer par 65,5 % des voix. Elle est directrice des finances depuis le 1er avril 2018.

### Positionnement politique
L'Agence télégraphique suisse la qualifie de modérée et elle dit appartenir à l'aile libérale de l'UDC. Le thème central de sa campagne pour l'élection au gouvernement en 2017 est la baisse d'impôts.